# Capromys pilorides
Capromys pilorides là một loài động vật có vú trong họ Capromyidae, bộ Gặm nhấm. Loài này được Say mô tả năm 1822.

## Hình ảnh

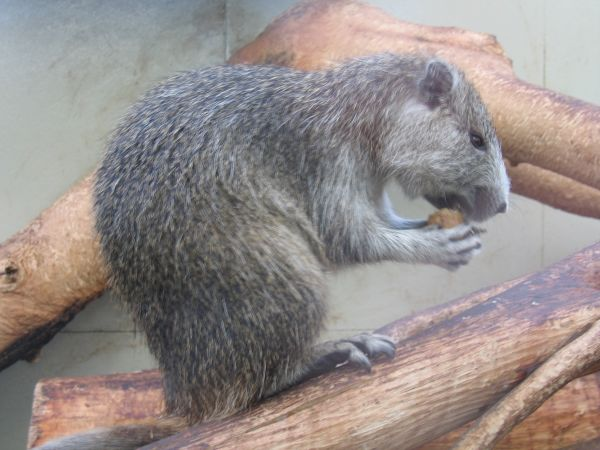
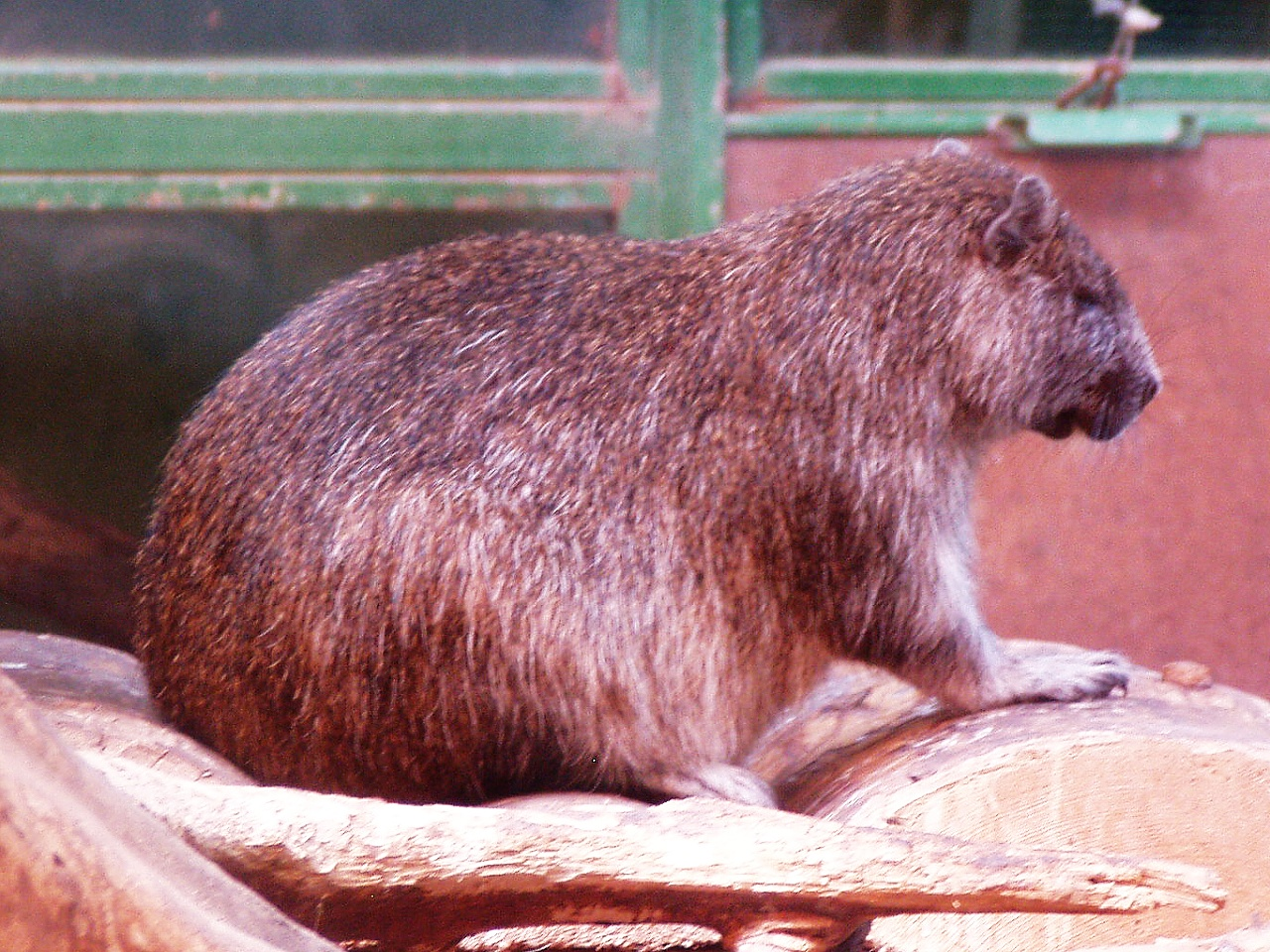
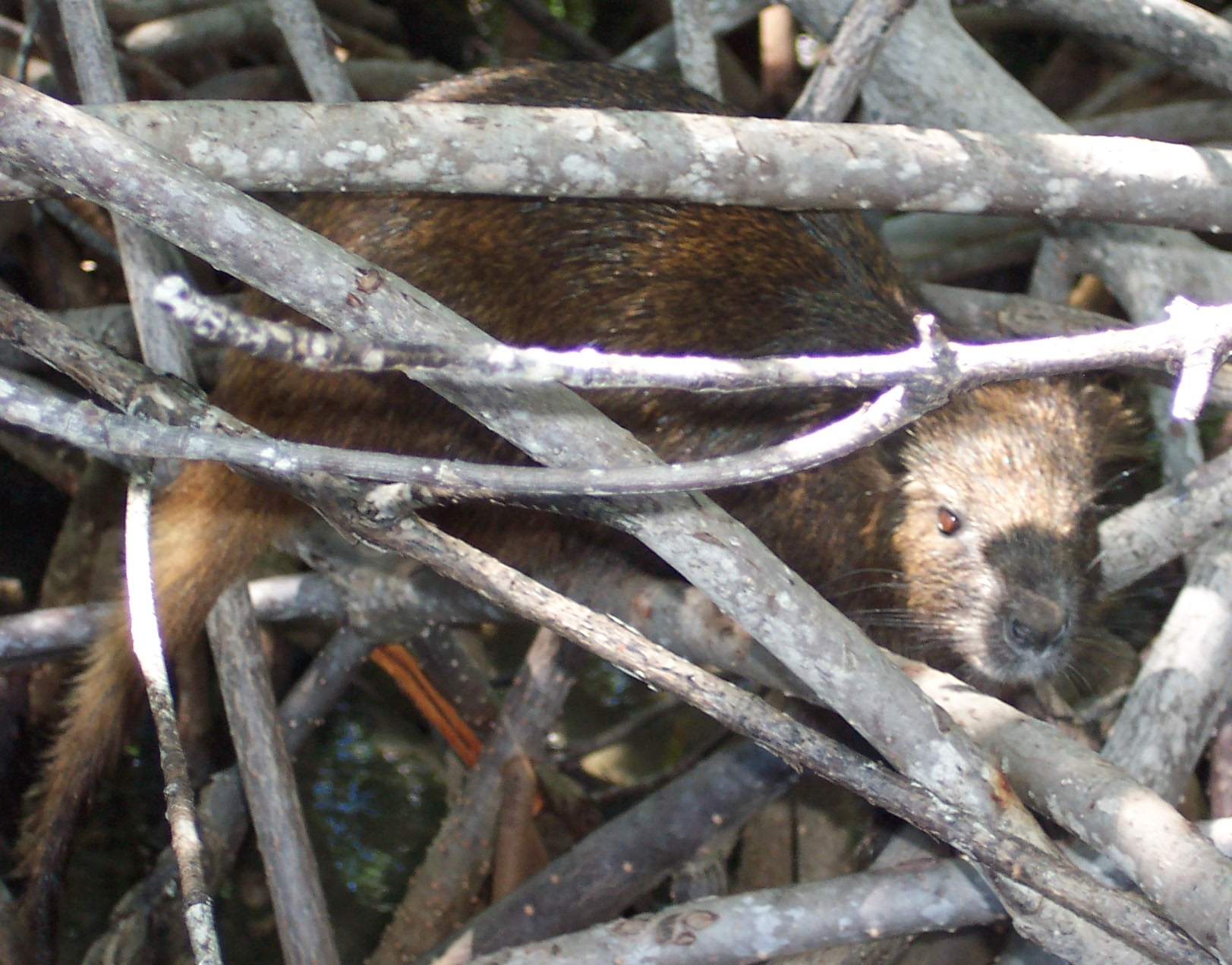
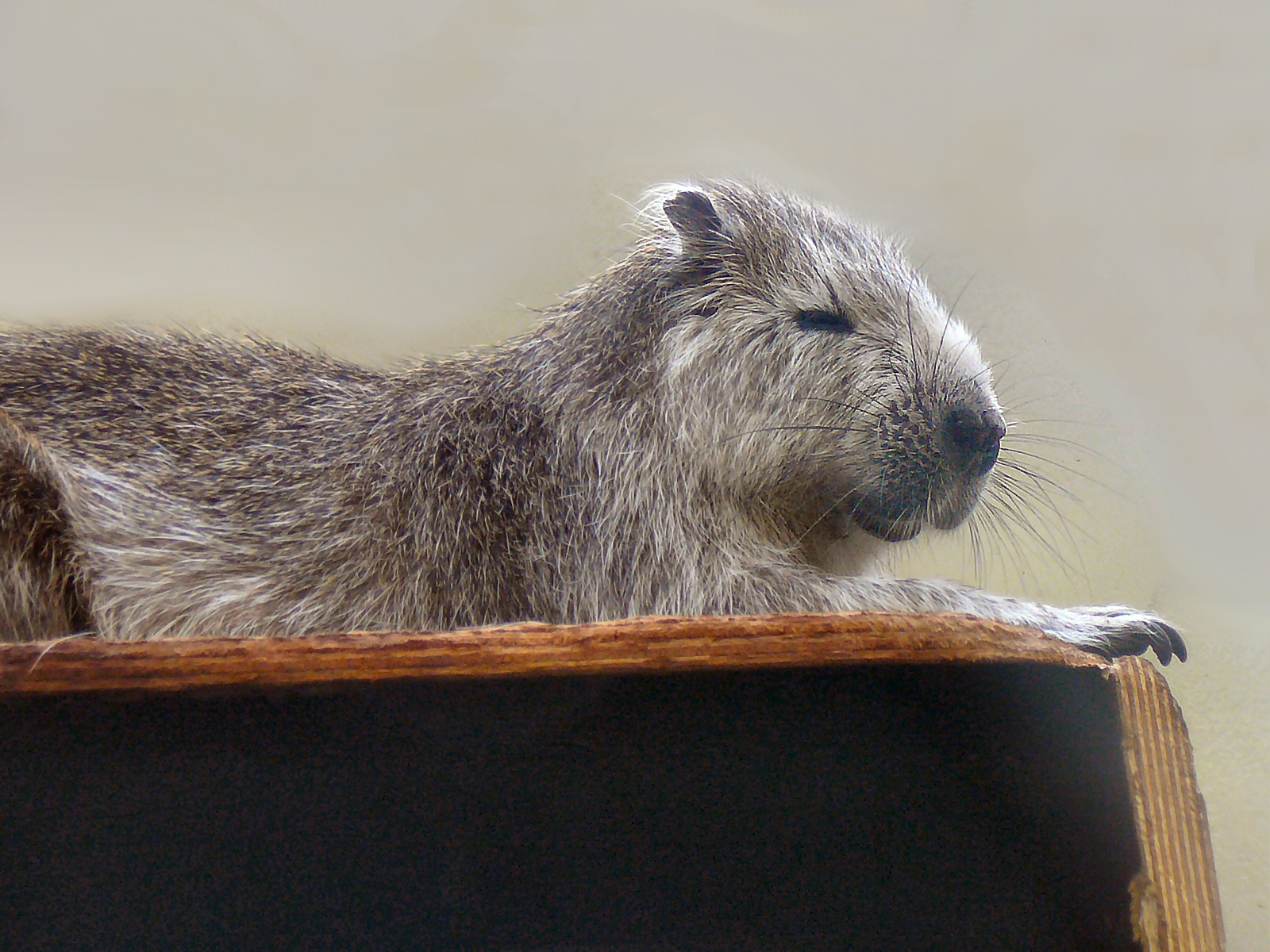